# Brasura unca
Brasura unca är en insektsart som beskrevs av Nielson 1982. Brasura unca ingår i släktet Brasura och familjen dvärgstritar. Inga underarter finns listade i Catalogue of Life.